# Михаил Баришњиков
Михаил Николајевич Баришњиков (рус. Михаил Николаевич Барышников, лет. Mihails Barišņikovs, енгл. Mikhail Nikolaevitch Baryshnikov; Рига, 28. јануар 1948) је руско-амерички играч балета, кореограф и глумац.
Михаил Баришњиков је одрастао у Риги, као син руских родитеља. Тамо је похађао прве часове балета. Са 15 година примљен је на балетску академију „Ваганова“ у Лењинграду. Три године касније, постао је соло играч у чувеном Киров Балету. За време гостовања у Канади, 1974, затражио је политички азил у САД. Тамо је наступао са разним балетским компанијама. У периоду 1979—1980 био је главни играч балета у Њујорку. Од 1980—1989 уметнички је руководио „Америчким балетским театром“. Амерички држављанин постао је 1984. Био је саоснивач и радио је за „Вајт оук“ (White Oak) плесни пројекат у периоду 1990-2002.
Има кћи Александру са глумицом Џесиком Ланг, и троје млађе деце, Софију, Ану и Петра, са бившом балерином Лизом Ринехарт. 
Поред рада у области плеса и балета, наступао је у улогама на Бродвеју и у филмовима. У ТВ серији „Секс и град“ играо је улогу Александра Петровског.

## Младост
Михаил Баришњиков је рођен у Риги, тада Летонској ССР, Совјетском Савезу, сада Летонији. Родитељи су му били Руси: Александра (кројачица; рођена Кисељова) и Николај Баришњиков (инжењер). Према Баришникову, његов отац је био строг, националистички војни човек, а мајка га је упознала са позориштем, опером и балетом. Умрла је самоубиством када је он имао 12 година.

## Плесачка каријера

### 1960–1974: Ране године
Баришњиков је започео студије балета у Риги 1960. године, са 12 година. Године 1964, уписао је школу Ваганова, у тадашњем Лењинграду (данас Санкт Петербург). Баришњиков је убрзо освојио главну награду у јуниорској дивизији Међународног балетског такмичења у Варни. Придружио се Балету Мариински, који се тада звао Киров балет, 1967. године, плешући „Сеоски” па де де у Жизелу. Препознајући Баришњиков таленат, посебно његово сценско присуство и чистоћу технике, неколико совјетских кореографа, укључујући Олега Виноградова, Константина Сергејева, Игора Черњикова и Леонида Јакобсона, кореографисали су за њега балете. Баришњиков је направио препознатљиве улоге Јакобсоновог виртуозног Вестриса из 1969. заједно са интензивно емотивним Албрехтом у Жизели. Док је још био у Совјетском Савезу, критичар Њујорк тајмса Клајв Барнс назвао га је „најсавршенијим играчем којег сам икада видео“.

### 1974: Пребег у Канаду
Баришњиков таленат био је очигледан од његове младости, али будући да је висок 5' 5" (165 cm) или 5' 6" (168 cm) - нижи од већине плесача - није могао да се издиже изнад балерине en pointe и због тога је пребачен на секундарне улоге. Још више фрустрирајуће за њега, совјетски плесни свет је блиско држао традицију 19. века и намерно избегавао западне кореографе, чије је дело Баришњиков виђао на повременим турнејама и филмовима. Његов главни разлог за напуштање Совјетског Савеза био је рад са тим иноваторима.
Дана 29. јуна 1974, у Торонту док је био на турнеји са Бољшојом, Баришњиков је пребегао тражећи политички азил у Канади. Како се присећа Џон Фрејзер, балетски критичар из Торонта који је помогао Баришњикову да побегне, он је записао бројеве телефона људи на малом комаду папира и сакрио га испод венчаног прстена. На банкету после једног шоа успео је да одвуче пажњу официра КГБ-а који је пратио Баришњикова као преводиоц и дао Баришњикову ту цедуљу. Убрзо се придружио Националном балету Канаде на кратко као у гостујућој улози. Такође је најавио да се неће враћати у СССР. Касније је рекао да му је Кристина Берлин, америчка пријатељица, помогла у његовом бекству током његове турнеје по Лондону 1970. године. Његов први телевизијски наступ након што је изашао из привремене изолације у Канади био је са Националним балетом Канаде у La Sylphide. Затим је отишао у Сједињене Државе. У децембру 1975. године, он и његова плесна партнерка Наталија Макарова били су проминентно приказани у епизоди BBC-јеве телевизијске серије Арена.
У прве две године након пребега, плесао је за најмање 13 различитих кореографа, укључујући Џерома Робинса, Глена Тетлија, Алвина Ејлија и Твајлу Тарп. „Није важно да ли је сваки балет успешан или не“, рекао је 1976. године плесној критичарки Њујорк Тајмса Ани Киселгоф. „Ново искуство ми даје много. Он је навео своју фасцинацију начинима на које је Ејли мешала класичну и модерну технику и своју почетну нелагодност када је Тарп инсистирао да укључи ексцентричне личне гестове у плес.

### 1974–1978: Главни играч Америчког балетског позоришта
Од 1974. до 1978, Баришњиков је био главни играч у Америчком балетском позоришту (ABT), где је био партнер са Гелси Киркланд.У истој установи је био директор од 1980. до 1989. године.

## Филмографија

### Филмски наступи
- Сказ о холопе Никишке. ЛенТВ, 1969
- Jurij Kopejkin, The Turning Point, Twentieth Century-Fox, 1977[17]
- When I Think of Russia, 1980
- Narrator, That's Dancing!, Metro-Goldwyn-Mayer/United Artists, 1985
- Nikolaj 'Kolja' Rodčenko, White Nights, Columbia, 1985
- Anton Sergejev, Dancers (also known as Giselle), Golan-Globus/Cannon, 1987
- Petar Grušenko, Company Business, Metro-Goldwyn-Mayer/Pathe, 1991
- Cezar, The Cabinet of Dr. Ramirez, 1991
- Russian Holiday (also known as Russian Roulette, Video, 1994), 1992
- Le mystere Babilee, 2001
- Ministar Sorokin, Jack Ryan: Shadow Recruit, 2014

### Филмски кореограф
- "Aurora's Wedding" and "Le corsaire" segments, The Turning Point, Twentieth Century-Fox, 1977
- Additional choreography, White Nights, Columbia, 1985
- "Giselle" segments, Dancers (also known as Giselle), Golan-Globus/Cannon, 1987

### Наступи на телевизији
Специјали
- "An Evening with Mikhail Baryshnikov", In Performance at Wolf Trap, PBS, 1976
- Albrecht, Giselle. Live from Lincoln Center, PBS, 1977
- Title role, The Nutcracker, CBS, 1977
- The 32nd Annual Tony Awards, 1978
- "Theme and Variations", Live from Lincoln Center, PBS, 1978
- Don Quixote, PBS, 1978
- "American Ballet Theatre at the Metropolitan Opera House", Live from Lincoln Center, 1978
- "Choreography by Balanchine: Part IV", Dance in America, 1979
- Baryshnikov at the White House, PBS, 1979
- "Bob Hope on the Road to China", Bob Hope Special, NBC, 1979
- Host, IBM Presents Baryshnikov on Broadway, ABC and PBS, 1980
- The Kennedy Center Honors, 1980, 1981, 1983
- Walt Disney ... One Man's Dream, 1981
- "An Evening with American Ballet Theatre", Live from Lincoln Center, 1981
- The American Film Institute Salute to Fred Astaire, 1981
- Host, Baryshnikov in Hollywood, CBS, 1982
- "Baryshnikov by Tharp with American Ballet Theatre", Dance in America, PBS, 1984
- Basilio, Don Quixote, 1984
- The Kennedy Center Honors, CBS, 1985
- The American Film Institute Salute to Gene Kelly, CBS, 1985
- The 50th Presidential Inaugural Gala, ABC, 1985
- Great Performances: Live from Lincoln Center, PBS, 1985
- Liberty Weekend, ABC, 1986
- The 58th Annual Academy Awards, ABC, 1986
- "Celebrating Gershwin", Great Performances, PBS, 1987
- "Dance in America: David Gordon's Made in U.S.A.", Great Performances, PBS, 1987
- All-Star Gala at Ford's Theater, ABC, 1987
- Poet, La sonnambula, "Balanchine and Cunningham: An Evening at American Ballet Theatre", Great Performances, PBS, 1988
- The Presidential Inaugural Gala, CBS, 1989
- From the Heart ... The First International Very Special Arts Festival, NBC, 1989
- Dancer, "Who Cares?" and "Apollo", "Dance in America: Baryshnikov Dances Balanchine with American Ballet Theatre", Great Performances, PBS, 1989
- American Tribute to Vaclav Havel and a Celebration of Democracy in Czechoslovakia, PBS, 1990
- The Nicholas Brothers: We Sing and We Dance, Arts and Entertainment, 1992
- Dancer, "Zoetrope", "Great Performances' 20th Anniversary Special", Great Performances, PBS, 1992
- "Martha Graham: The Dancer Revealed", American Masters, PBS, 1994
- Interviewee, "Danny Kaye: A Legacy of Laughter", American Masters, PBS, 1996
- 53rd Presidential Inaugural Gala, CBS, 1997
- Honoree, The Kennedy Center Honors, CBS, 2000
- Merce Cunningham: A Lifetime of Dance (documentary), PBS, 2001
- (In archive footage) Bourne to Dance (documentary), Channel 4, 2001

Такође се појавио у „Заблудни син”, „Постојани лимени војник”, „Чајковскијев па де де” и „Други плесови”, сви Плес у Америци, PBS; Баришников: Плесач и плес, PBS; и Кармен, на француској телевизији. „Секс и град: Александар Петровски”, HBO
Серије
- The Magic of Dance, 1982
- Домаћин, Stories from My Childhood (also known as Mikhail Baryshnikov's Stories from My Childhood), 1997

Рад на телевизији
Серије
- Producer, Stories from My Childhood (also known as Mikhail Baryshnikov's Stories from My Childhood), 1997

Уметнички директор телевизије
Специјали
- "Baryshnikov by Tharp with the American Ballet Theatre", Dance in America, PBS, 1984

Телевизијски кореограф
Специјали
- The Nutcracker, CBS, 1977
- "Celebrating Gershwin", Great Performances, PBS, 1987